# Kransbørste
Kransbørste (Clinopodium vulgare) er en flerårig, urteagtig plante med en opret til opstigende vækst. Stænglerne er firkantede og tæt behårede. De bærer korsvist modsat stillede, stilkede og ægformede blade med savtakket rand. Oversiden er gråligt græsgrøn, mens undersiden er lyst grågrøn. Begge bladsider er tæt hårede. Blomstringen foregår i juli-august, hvor man finder blomsterne siddende 3-20 sammen i kranse ved bladhjørnerne. De enkelte blomster er 5-tallige og uregelmæssige med lyserøde kronblade og tydelige læber. Overlæben er indskåren eller tofliget. Frugterne er kapsler med få frø.
Rodsystemet består af en forveddet rodstok, der sender spinkle, vandrette jordstængler ud. De bærer de trævlede rødder.
Kransbørste når en højde på 0,50 m eller mere og en bredde på ca. 0,25 m. Den årlige tilvækst er henholdsvis 50 cm og 25 cm.
Planten kan ligne Merian, men har ikke denne arts prikkede bladundersider.

## Voksested
Kransbørste har sin naturlige udbredelse i Nordafrika, Mellemøsten, Sibirien, Canada og USA samt det meste af Europa. I Danmark er arten almindelig i Østjylland og på Øerne, men ellers sjælden. Arten er knyttet til plantesamfund i klassen Trifolio-Geranietea sanguinei, og den findes på solåbne eller let skyggede, tørre voksesteder, f.eks. overdrev, skovbryn og skrænter. Ved Lunge Bjerge på Wedellsborg Banker vokser arten på overdrev sammen med bl.a. Merian, Alm. Pimpinelle, Bakke-Nellike, Bitter Bakkestjerne, Blåmunke, Bredbladet Timian, Feber-Nellikerod, Gul Rundbælg, Humle-Sneglebælg, Hvid Okseøje, Liden Storkenæb, Mark-Krageklo, Prikbladet Perikon, Skov-Gøgelilje, Stor Knopurt, Stortoppet Hvene og Vellugtende Gulaks.

## Note
1. ↑  Dansk Naturfredningsforening: Fredningsforslag for Wedellsborg Banker (Webside ikke længere tilgængelig)